# Schaatsen op de Olympische Winterspelen 1998 - 5000 meter vrouwen
De 5000 meter vrouwen op de Olympische Winterspelen 1998 werd op vrijdag 20 februari 1998 in de M-Wave in Nagano, Japan verreden.
Tijdens de wedstrijd werd het olympisch record viermaal gebroken, en het wereldrecord tweemaal. In de laatste rit reed de Duitse Claudia Pechstein een nieuw wereldrecord.

## Tijdschema
| Datum               | Lokale tijd | MET   |
| ------------------- | ----------- | ----- |
| vrijdag 20 februari | 15:00       | 07:00 |

## Records
Dit waren de records voorafgaand aan de wedstrijd.
| Titelhouder      | Claudia Pechstein | Duitsland |         |
| Wereldrecord     | Gunda Niemann     | Duitsland | 7.03,26 |
| Olympisch record | Yvonne van Gennip | Nederland | 7.14,13 |

## Uitslag
| Rang   | Schaatsster          | Land | Tijd    | Verschil |
| ------ | -------------------- | ---- | ------- | -------- |
| Goud   | Claudia Pechstein    | GER  | 6:59.61 | WR       |
| Zilver | Gunda Niemann        | GER  | 6:59.65 | + 0.04   |
| Brons  | Ljoedmila Prokasjeva | KAZ  | 7:11.14 | + 11.53  |
| 4      | Barbara de Loor      | NED  | 7:11.81 | + 12.20  |
| 5      | Tonny de Jong        | NED  | 7:12.77 | + 13.16  |
| 6      | Carla Zijlstra       | NED  | 7:12.89 | + 13.28  |
| 7      | Kirstin Holum        | USA  | 7:14.20 | + 14.59  |
| 8      | Emese Hunyady        | HUN  | 7:14.20 | + 15.62  |
| 9      | Elena Belci          | ITA  | 7:15.58 | + 15.97  |
| 10     | Jennifer Rodriguez   | USA  | 7:16.78 | + 17.17  |
| 11     | Mie Uehara           | JPN  | 7:21.72 | + 22.58  |
| 12     | Svetlana Vysokova    | RUS  | 7:22.18 | + 31.22  |
| 13     | Anette Tønsberg      | NOR  | 7:28.39 | + 28.78  |
| 14     | Heike Warnicke       | GER  | 7:30.83 | + 31.22  |
| 15     | Nami Nemoto          | JPN  | 7:36.77 | + 37.16  |

## IJs- en klimaatcondities
|                  | Start   | Eind    |
| ---------------- | ------- | ------- |
| Tijd             | 15:00   | 16:30   |
| Luchttemperatuur | 13,5 °C | 13,3 °C |
| IJstemperatuur   | -4,7 °C | -4,6 °C |
| Luchtvochtigheid | 46%     | 50%     |
| Luchtdruk        | 966 hPa | 965 hPa |

1988 · 
1992 · 
1994 · 
1998 · 
2002 · 
2006 · 
2010 · 
2014 · 
2018 ·
2022